# MLVM
Der MLVM (Abkürzung der Originalbezeichnung Mașina de Luptă a Vânătorilor de Munte, deutsche Übersetzung: „Gebirgsjägerkampffahrzeug“) ist ein kettengetriebener Schützenpanzerwagen aus rumänischer Produktion.

## Entwicklungsgeschichte
Der leicht gepanzerte MLVM wurde von den rumänischen Fahrzeugherstellern Uzina Mecanică Mizil (40 Stück) und UTB von 1984 bis 1988 gebaut. Insgesamt wurden weniger als 100 MLVM produziert, ein Export in andere Staaten ist nicht dokumentiert. Im Jahr 2009 verfügte das rumänische Heer noch über genau 75 MLVM in unterschiedlichen Versionen.

## Technik und Bewaffnung
Der MLVM ist ein Spezialkettenfahrzeug, das speziell für die Gebirgslandschaften Rumäniens konzipiert wurde. Der Wanne ist vom sowjetischen Weltkriegspanzerjäger SU-76 abgeleitet, wobei die Länge des MLVM vergrößert wurde. Der Turm entspricht dem des rumänischen TAB-71M-Radpanzers (8×8). Dieser ist mit einem 7,62-mm-PKT-Maschinengewehr und einem überschweren 14,5-mm-KPWT-Maschinengewehr ausgestattet, das einen Höhenrichtbereich von −5° auf +85° hat. Dadurch konnte die Bordwaffe effektiv gegen Luftziele sowie höher liegende Bodenziele eingesetzt werden.
Die Wanne besteht aus geschweißten Stahlplatten und bietet Schutz vor Geschossen des Kalibers 7,62 mm und Artilleriegranatsplittern. Die sechs gummibereiften Laufrollen (sechs auf jeder Seite) haben Bohrungen, um das Gewicht des Fahrzeuges auf neun Tonnen zu reduzieren. Die Federung erfolgt durch Torsionsstäbe. Der MLVM ist voll amphibisch und soll im Wasser eine Höchstgeschwindigkeit von maximal 6 km/h mithilfe seiner Ketten erreichen. Vor der Überquerung von Flüssen oder Seen muss ein Schwallbrett an der Vorderseite hochgeklappt werden. Mithilfe von Lenzpumpen kann eingedrungenes Wasser abgeführt werden. Für Einsätze im Meer ist der Kampfwagen aufgrund der schwachen Motorisierung und des geringen Gewichts nicht geeignet.
Die Besatzung besteht aus zwei Mann. Der Fahrer sitzt links vorne direkt neben dem Antriebsaggregat, der Kommandant bzw. Richtschütze ist im Turm. Die sieben Mann zählende Schützengruppe besteigt das Fahrzeug über eine nach außen öffnende Hecktüre im hinteren Bereich des MLVM. Die Soldaten können mit ihren Schusswaffen durch Schießluken in das Gefecht eingreifen.

## Versionen

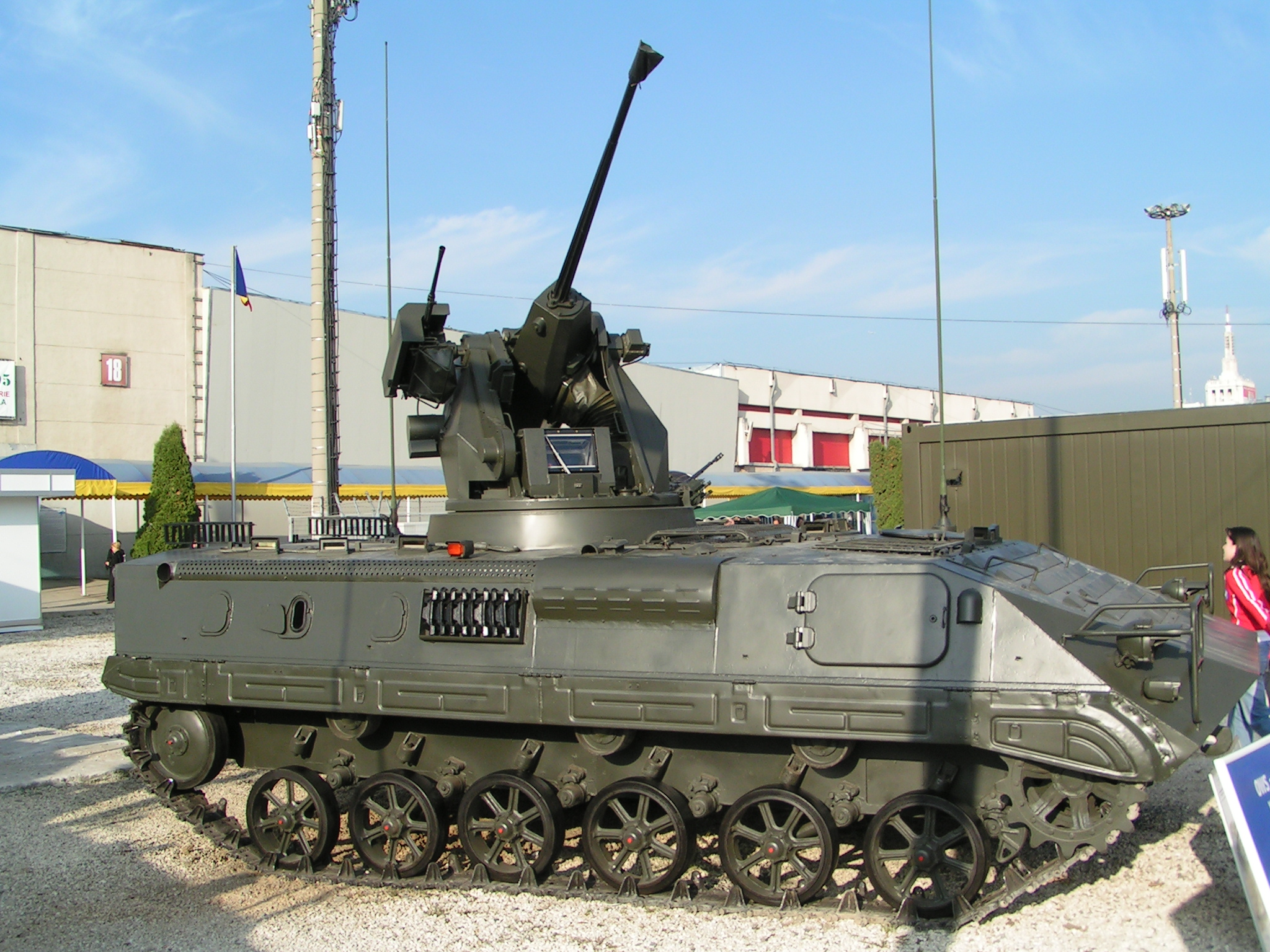
Modernisierter MLVM mit dem israelischen OWS-25R-Turm

- MLVM AR: Mörserpanzer mit einem 120-mm-Mörser im Innenraum. Eine Bodenplatte und ein Zweibein für den 120-mm-Mörser werden extern am Fahrzeug mitgeführt, sodass die Rohrwaffe auch außerhalb des MLVM verwendet werden kann.
- MLVM ABAL: Dieser Munitionstransporter kann insgesamt 2,1 Tonnen an Schießmitteln tragen. Der Turm wurde entfernt und die Bewaffnung besteht lediglich aus einem PKT-Maschinengewehr. Weitere serienmäßige Ausstattung: ABC-Schutz-, Feuerlösch- und Kommunikationsausrüstung.
- MLVM MEDEVAC: Evakuierungsfahrzeug für den Abtransport verletzter Personen aus unsicheren Gebieten oder Verbringung derselben in qualifizierte medizinische Versorgung. Die Bewaffnung entspricht der des ABAL.
- Eine grundlegend modernisierte Version des MLVM wurde auf der rumänischen Rüstungsmesse Expomil 2005 gezeigt. Diese Version verfügte über einen modernen OWS 25R-Turm vom israelischen Rüstungsbetrieb Rafael mit einer 25-mm-Oerlikon-KBA-Maschinenkanone und einem koaxialen PKT-Maschinengewehr. Die weitere Ausstattung umfasst einen Spike-Panzerabwehrlenkwaffenstarter, ein Laser/IR-Warnsystem, Nebelwurfmittel, moderne Optik, ein Automatikgetriebe, einen Dieselmotor von Mercedes-Benz oder Deutz mit deutlich höherer Leistung, ein automatisches Feuerlöschsystem sowie die Möglichkeit, zusätzliche Panzerung zu montieren. Das Gewicht des neuen Fahrzeugs beträgt 11,3 Tonnen. Das Fahrzeug genügt dadurch NATO-Standards.